# Molophilus (Molophilus) hollowayi
Molophilus (Molophilus) hollowayi is een tweevleugelige uit de familie steltmuggen (Limoniidae). De soort komt voor in het Australaziatisch gebied.